# Joanna Leszczyńska
Joanna Leszczyńska, född 18 december 1988 i Warszawa, är en polsk roddare.
Leszczyńska blev olympisk bronsmedaljör i scullerfyra vid sommarspelen 2016 i Rio de Janeiro.